# Porphyr-Gletscher
Der Porphyr-Gletscher (englisch Porphyry Glacier) ist ein Gletscher an der Danco-Küste des Grahamlands auf der Antarktischen Halbinsel. Er liegt zwischen den Jantar Hills und dem Porphyry Ridge in die Porphyry Cove, eine Nebenbucht des Paradise Harbor.
Polnische Wissenschaftler benannten ihn 1999 nach dem Porphyrgestein des benachbarten Porphyry Ridge.